# Coupe des nations de dressage 2020
Navigation
2019 2021
La Coupe des nations de dressage 2020 (en anglais FEI Nations Cup Dressage 2020), est la 8e édition du circuit coupe des nations organisé par la FEI dans cette discipline. En raison de la Pandémie de Covid-19, la saison est annulée après la première étape.

## Calendrier et résultats
| Date                 | Lieu                              | Équipe vainqueur |
| -------------------- | --------------------------------- | ---------------- |
| 11 au 15 mars 2020   | Wellington, États-Unis CDIO3*     | États-Unis       |
| 14 au 17 mai 2020    | Compiègne, France CDIO5*          | Annulé           |
| 2 au 7 juin 2020     | Aix-la-Chapelle, Allemagne CDIO5* | Annulé           |
| 18 au 21 juin 2020   | Rotterdam, Pays-Bas CDIO5*        | Annulé           |
| 9 au 12 juillet 2020 | Falsterbo, Suède CDIO5*           | Annulé           |

## Classement
|            | Équipe/Épreuve | Points    | Points          | Points    | Points    | Points | Total |
| Wellington | Équipe/Épreuve | Compiègne | Aix-la-Chapelle | Rotterdam | Falsterbo |        | Total |
| ---------- | -------------- | --------- | --------------- | --------- | --------- | ------ | ----- |
| 1          | États-Unis     | 10        | Annulé          | Annulé    | Annulé    | Annulé | 10    |
| 2          | Canada         | 8         | Annulé          | Annulé    | Annulé    | Annulé | 8     |
| 3          | Danemark       | 7         | Annulé          | Annulé    | Annulé    | Annulé | 7     |
| 4          | Israël         | 6         | Annulé          | Annulé    | Annulé    | Annulé | 6     |
| 5          | Japon          | 5         | Annulé          | Annulé    | Annulé    | Annulé | 5     |